# Sankt Botulf
Sankt Botulf, eller Botolphus, var ett katolskt helgon.
Enligt den sena legenden var han biskop i Utrecht. Botulf byggde klostret Icanhoe i Iken England, enligt en krönikouppgift år 645. Han vördades utom i England och Skottland även i Skandinavien.
Botulfs festdag var 17 juni, i Skottland 25 juni. I det äldre svenska bondesamhället ansågs Botolfsdagen vara en bra dag för att plantera rovor.
Sankt Botulf har gett namn åt Botulfsplatsen i Lund.